# Karen Lynn Gorney
Karen Lynn Gorney (Beverly Hills, 28 gennaio 1945) è un'attrice e cantante statunitense attiva sia in cinema che in televisione.
Ha debuttato nei primi anni sessanta e nel 1977 è stata coprotagonista con John Travolta del film musicale La febbre del sabato sera, in cui interpretava il ruolo di Stephanie Mangano.

## Biografia
Figlia del compositore Jay Gorney, autore della musica di un brano celebre che ricorda il periodo della Grande depressione, Brother, Can You Spare a Dime? (traducibile, in maniera indicativa, con Fratello, dividiamo un centesimo?), ha studiato alla Carnegie Mellon University e alla Brandeis University. È sorella di Rod Gorney, noto medico ed autore di testi nonché insegnante a lungo alla UCLA.

### Carriera
Dal 1970 al 1974 Gorney ha interpretato il ruolo di Tara Martin nella soap opera La valle dei pini. Lasciò successivamente il serial per farvi ritorno poi nuovamente a partire dalla stagione 1976-1977 dopo l'abbandono dell'attrice Stephanie Braxton, che l'aveva sostituita.
Dopo un periodo di assenza dal mondo dello spettacolo, come manager di una galleria d'arte a Brooklyn, protrattosi per quasi tutti gli anni ottanta, è tornata dal decennio successivo a lavorare, partecipando sia pure con ruoli minori a film come Insieme per forza (1991) e Il prezzo della libertà (1999).
È stata guest star nelle serie I Soprano, Six Degrees - Sei gradi di separazione e Law & Order e ha preso parte a produzioni indipendenti tanto in campo cinematografico quanto in produzioni teatrali off-Broadway.

## Attività da musicista
Accanto a quella di attrice, grazie anche al ruolo interpretato ne La febbre del sabato sera e alla sua esperienza con la musica dance, Gorney ha sviluppato anche una carriera musicale che si è concretizzata nella pubblicazione di tre album: Used to Love You Madly, Hot Moonlight! e The Dance of the Deadly's. Parallelamente, ha pubblicato diversi documentari sulla musica disco ed anche special show, incluso Get Down Tonight: The Disco Explosion, condotto con il coreografo Deney Terrio, lo stesso di Saturday Night Fever. Nello show Gorney e Terrio danzano sulle note dell'hit More Than a Woman dei Tavares (ballò il medesimo brano con Travolta nel film del 1977)
L'attrice-cantante è poi apparsa sul canale satellitare VH1 in When Disco Ruled The World, nel videodocumentario Disco: Spinning the Story. Il 28 settembre 2007 ha preso parte al programma televisivo della ITV Loose Women, che si occupa di tematiche prettamente femminili, per promuovere il 30º anniversario de La febbre del sabato sera e del Greatest Hits dei Bee Gees.
Gorney ha tenuto concerti in vari jazz club e cafes e la sua musica viene commercializzata nei music store di New York City, dove trascorre gran parte del suo tempo, così come nel suo sito web o durante le convention a cui partecipa.

## Filmografia
- David e Lisa (1962)
- The Magic Garden of Stanley Sweetheart (1970)
- La valle dei pini (1971, tv, episodio The Summer of Seduction)
- The Secret Night Caller (1975, tv)
- Harry O (1975, tv, episodio Lester)
- La febbre del sabato sera (1977)
- Insieme per forza (1991)
- Ripe (1996)
- Men in Black  (1997, non accreditata, ruolo: l'annunciatrice)
- Law & Order (1992-1998, tv, due episodi, Grief e Craddle to Grave)
- Il prezzo della libertà (1999, non accreditata)
- Final Rinse (1999)
- Saturday Night Live (2000, tv, un episodio)
- Searching for Bobby D (2005)
- Six Degrees - Sei gradi di separazione (2006, tv, due episodi)
- Creating Karma (2006)
- A Crime (2006)
- I Soprano (2006, tv, episodio Moe n' Joe)
- George (2007)
- Therapy (2007)
- Saturday Night Fever: A 30 Year Legacy (2007)
- Bronx Paradise (2008)
- Dear J (2008)
- The Imperialists Are Still Alive! (2010)

## Doppiatrici italiane
- Ludovica Modugno in La febbre del sabato sera
- Alessandra Korompay in La febbre del sabato sera (ridoppiaggio)
- Mirta Pepe in Clifford il grande cane rosso[1]